# ریمیکس اواس
ریمیکس او اس (انگلیسی: Remix OS) یک سیستم‌عامل برای رایانه شخصی بود؛ این سیستم عامل توسط شرکت Jide تهیه شده بود که به صورت رایگان عرضه می‌شد. این سیستم عامل به کاربران اجازه می‌داد که برنامه‌های اندروید خود را روی رایانه خود اجرا کنند؛ همچنین کد منبع سیستم عامل ریمیکس برای عموم مردم در دسترس نیست.

## ویژگی‌ها
- قابلیت‌های چند وظیفه‌ای (MultiTasking)
- نوار وظایف (TaskBar)
- اطلاعیه‌ها(Notifications)
- صفحه‌کلید (Keyboard)
- راست کلیک (Right Click)
- مدیریت فایل (File Manager)
- گوگل پلی (Google Play)
- بروزرسانی (Updates)

## تاریخچه نسخه
تاریخچه نسخه سیستم عامل ریمیکس به ۳ دسته تقسیم می‌شود: سیستم عامل ریمیکس برای کامپیوتر، برای تبلت فوق‌العاده و برای ریمیکس مینی.
سیستم عامل ریمیکس برای کامپیوتر:
| نسخه    | تاریخ انتشار    |
| ------- | --------------- |
| ۲/۰/۲۰۵ | ۷ اردیبهشت ۱۳۹۵ |
| ۲/۰/۲۰۲ | ۱۲ فروردین ۱۳۹۵ |
| ۲/۰/۱۰۲ | ۱۳ بهمن ۱۳۹۴    |
| ۲/۰/۱۰۰ | ۵ بهمن ۱۳۹۴     |

Jide تبلت فوق‌العاده:
| نسخه    | تاریخ انتشار |
| ------- | ------------ |
| ۲/۰/۳۰۳ | نامعلوم      |
| ۲/۰     | نامعلوم      |

ریمیکس مینی:
| نسخه        | تاریخ انتشار     |
| ----------- | ---------------- |
| ۲/۰/۳۰۷     | ۱۶ اردیبهشت ۱۳۹۵ |
| ۲/۰/۲۰۶     | ۲ اردیبهشت ۱۳۹۵  |
| ۲/۰/۲۰۳     | ۲۷ اسفند ۱۳۹۴    |
| ۲/۰/۱۱۱     | ۲۹ دی ۱۳۹۴       |
| ۲/۰/۱۰۶     | ۹ دی ۱۳۹۴        |
| ۲/۰/۱۰۴     | ۲۵ آذر ۱۳۹۴      |
| B۲۰۱۵۱۱۱۷۰۱ | ۶ آذر ۱۳۹۴       |
| B۲۰۱۵۱۱۰۶۰۱ | ۲۷ آبان ۱۳۹۴     |
| B۲۰۱۵۱۱۰۲۰۱ | ۲۱ آبان ۱۳۹۴     |